# Cerca de las estrellas (película)
Cerca de las estrellas es una película española de 1962, del género drama, dirigida por César Fernández Ardavín, protagonizada por Milgaros Leal, Marisa de Leza, Jorge Rigaud, Adriano Domínguez, Silvia Morgan, Enrique Ávila, Fernando Cebrián, en los papeles principales.
Basada en obra de teatro homónima de Ricardo López Aranda. 

## Argumento
Narra la vida de los componentes de una familia humilde durante un domingo de verano en Barcelona.

## Premios
19.ª edición de las Medallas del Círculo de Escritores Cinematográficos
| Categoría        | Nominación       | Resultado |
| ---------------- | ---------------- | --------- |
| Mejor fotografía | Juan Julio Baena | Ganador   |

- Ganadora del premio del Festival de Mar del Plata a la mejor película en lengua española (1962)
- Ganadora del premio a la mejor película iberoamericana del Festival de cine de Valladolid (1962)
- Ganadora del premio Nacional del Sindicato del Espectáculo a la mejor película (1961)[2]
- Premio Nacional del Sindicato del Espectáculo a la mejor dirección (1961)